# Wicklow (Irlande)
Pour les articles homonymes, voir Wicklow.
Wicklow (/ˈwɪk.loʊ/ ; en irlandais : Cill Mhantáin, « Église de l'édenté ») est une ville d'Irlande, sur la côte est, à une cinquantaine de kilomètres au sud de Dublin. En 2016, elle compte environ 10 584 habitants et est la capitale du comté de Wicklow.

## Toponymie
Le nom de la localité est attesté sous les formes Wykinglo en 1173, Wygingelow en 1185, Wykinglo en 1192, Wykinglowe en 1355,.
Le toponymiste Magne Oftedal réfute l'explication traditionnelle par un composé vieux norrois du type *Víkingaló, basé sur Víkingr « Viking » ou nom de personnage et ló « pré, champ », c'est-à-dire « le pré des vikings » ou « le pré de Viking »,.
Pour lui, l'élément -lo n'a été utilisé qu'en Norvège (cf. Oslo) et dans le reste de la Scandinavie, mais pas ailleurs. En outre, ce terme n'est pratiquement jamais associé avec un nom de personne ou un nom désignant une catégorie de personne. De plus, le mot Viking n'apparaît presque jamais en toponymie et ces rares fois, c'est toujours l'anthroponyme Víkingr ou Víkingi. Il interprète le premier élément comme Uíkar- ou Uík- signifiant « baie » en vieux norrois et la présence du N intermédiaire serait une cacographie, une « erreur de lettré », commise par Giraldus Cambrensis.
Cependant, comme on le constate, toutes les formes anciennes relevées présentent ce N intermédiaire et l'altération majeure qui a mené *Wikinglow à Wicklow a eu lieu au XVe siècle. Aussi Liam Price déclare que le nom est probablement d'origine norvégienne et A. Sommerfelt le cite sous la forme *Víkingaló et sous-entend la même signification de « pré des Vikings ». Cependant, l'existence du nom de personne Uiginn à l'origine des patronymes irlandais Ó hUiginn et Mac Uiginn (anglais O'Higgins et Maguigan) pourraient renforcer la thèse du « pré d'un personnage nommé Viking ».
Ce nom de Wykinglo circulait dans le monde anglo-scandinave, de ce fait, c'est par ce nom que les Normands qui ont envahi l'Irlande connaissaient la ville et ont fini par l'imposer, nom repris à l'époque de la domination anglaise.
En effet, le nom irlandais Cill Mhantáin n'a pas de relation sémantique avec le nom Wicklow. Il a cependant été utilisé alternativement avec le nom anglicisé qui en est dérivé Kilmantan, nom sorti de l'usage depuis.

## Histoire

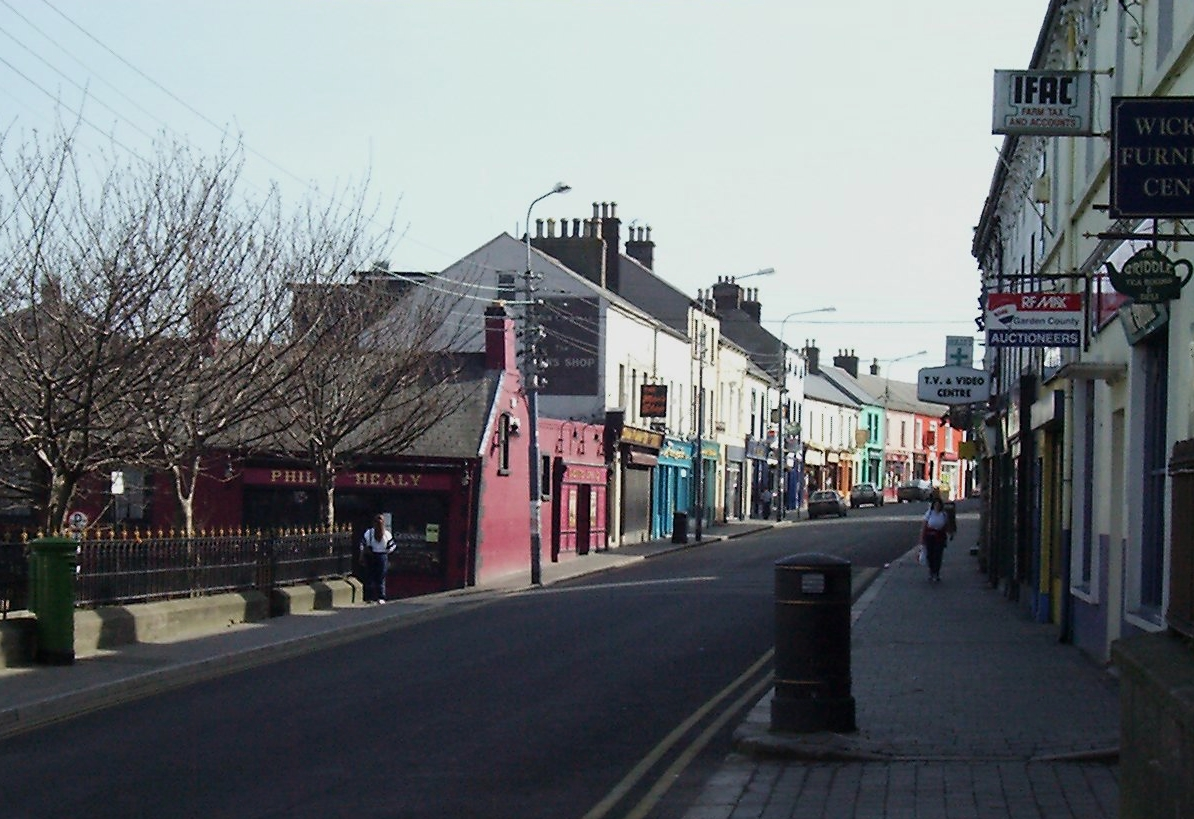
Rue principale.

L'histoire locale rapporte que la ville est un important comptoir fondé par les Vikings autour de 795. Cependant, il y avait probablement déjà une population installée à cet endroit favorable au développement d'un établissement humain.
Les Normands conquièrent l'île et exercent leur domination. Leur influence est encore discernable dans le nom de certains villages et dans les noms de famille. Wicklow passe aux mains de Maurice Fitzgerald[réf. nécessaire], sire de Lanstephan qui entreprend de construire le Black Castle (« Château noir »), une forteresse tournée vers l'intérieur et dont on peut encore observer les ruines directement sur la côte au sud du port.

## Particularités touristiques
- le mont Wicklow, en dehors de la ville, lieu de pèlerinage
- la prison de Wicklow, qui se visite.
- Le phare de Wicklow Head

## Jumelage
La ville est jumelée avec  Montigny-le-Bretonneux (France).

## Personnalité
- Robert Halpin (1836-1894), navigateur, y est né et mort.